# 桃花與正果
桃花與正果是台灣作家蕭麗紅個人出版的中篇小說，本書是作者自印書，由聯經出版事業公司總經銷，中華民國七十五年（1986年）二月初版，今已絕版。內容為兩個青梅竹馬的男女，在老年重逢共度晚年又再分離的故事。